# ボニータ (SS-165)
|          |                                                                            |
| 艦歴     |                                                                            |
| 発注:    |                                                                            |
| 起工:    |                                                                            |
| 進水:    | 1925年6月9日                                                               |
| 就役:    | 1926年5月22日                                                              |
| 退役:    | 1945年3月3日                                                               |
| 除籍:    |                                                                            |
| その後:  | 売却                                                                       |
| 性能諸元 |                                                                            |
| 排水量:  | 水上：2,000トン、水中：2,620トン                                           |
| 全長:    | 326 ft (99.4m) 水線長 341 ft 6 in (104m) 全長                              |
| 全幅:    | 27 ft 7 in                                                                 |
| 吃水:    | 16 ft 11 in                                                                |
| 機関:    | ブッシュ＝スルザー6気筒ディーゼルエンジン4基 エリオット・モーター発電機2基 |
| 最大速:  | 18.7ノット                                                                 |
| 兵員:    | 士官、兵員66名                                                             |
| 兵装:    | 51口径5インチ砲1門 21インチ魚雷発射管6門                                   |

ボニータ(USS Bonita, SF-6/SS-165)は、アメリカ海軍の潜水艦。バラクーダ級潜水艦の一隻であり、Vボートの一つ。艦名はカツオやハガツオなどのサバ科大型魚を表すスペイン語に因んで命名された。魚名は男性名詞Bonitoだが、艦名は女性名詞化している。その名を持つ艦としては3隻目。当初の艦名は V-3 であった。

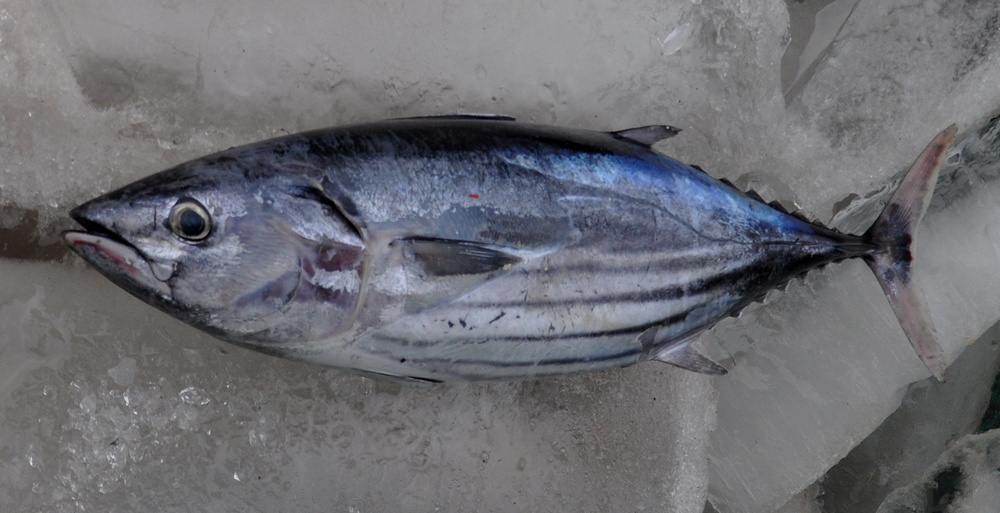
カツオ（Oceanic bonito）

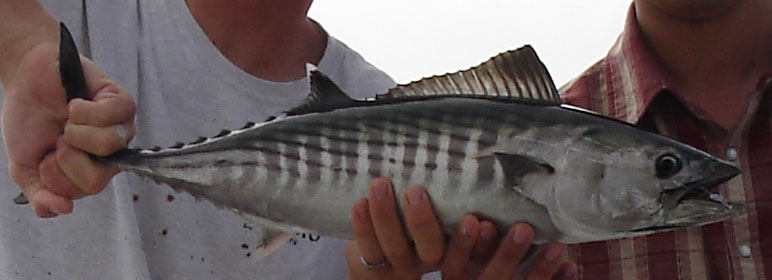
タイセイヨウハガツオ（Atlantic bonito）

## 艦歴
V-3はメイン州キタリーのポーツマス海軍造船所で起工した。1925年6月9日にL・R・デスタイガー夫人によって命名、進水し、1926年5月22日に艦長チャールズ・A・ロックウッド・ジュニア少佐の指揮下就役する。
就役後は第20潜水艦部隊に配属され、V-3は1927年11月まで東海岸沿い、カリブ海で活動していたが、V-3は所属部隊と共に太平洋に配属され、1927年12月17日にカリフォルニア州サンディエゴに到着した。第20潜水艦隊および第12潜水艦隊で太平洋岸沿い、ハワイ沖で活動した後V-3は第15潜水艦隊に転属となり、1932年6月1日にメア・アイランド海軍造船所で予備役となる。V-3は1931年3月9日にボニータと改名され、7月1日に SS-165 へ艦種変更される。
ボニータは1933年9月に第12潜水艦隊に再び合流し、1936年までカリブ海、西海岸およびハワイ水域で巡航を行った。1937年1月20日にサンディエゴを出航し、2月18日にフィラデルフィア海軍造船所に到着した。ボニータは1937年6月4日にフィラデルフィアで予備役となる。
ボニータは1940年9月5日に再就役し、11月17日にパナマのココ・ソロに向けてコネチカット州ニューロンドンを出航する。その後はパナマから太平洋にかけて哨戒を行い、1942年10月にオーバーホールのためフィラデルフィアへ帰還する。1943年半ばまでメイン州沖合を巡航した後、第1潜水戦隊第13潜水艦部隊に配属され、ニューロンドン沖で訓練任務に従事する。同任務に1945年2月まで従事し、1945年2月17日にフィラデルフィア海軍造船所に到着したボニータは3月3日に退役し、1945年10月28日に売却された。